# Decodon puellaris
Decodon puellaris е вид бодлоперка от семейство Labridae.

## Разпространение и местообитание
Този вид е разпространен в Американски Вирджински острови, Ангуила, Антигуа и Барбуда, Барбадос, Бахамски острови, Белиз, Бонер, Бразилия, Британски Вирджински острови, Венецуела, Гваделупа, Гватемала, Гвиана, Гренада, Доминика, Доминиканска република, Кайманови острови, Колумбия, Коста Рика, Куба, Кюрасао, Мартиника, Мексико, Монсерат, Никарагуа, Панама, Пуерто Рико, Саба, САЩ, Свети Мартин, Сейнт Винсент и Гренадини, Сейнт Китс и Невис, Сейнт Лусия, Сен Естатиус, Синт Мартен, Суринам, Тринидад и Тобаго, Търкс и Кайкос, Френска Гвиана, Хаити, Хондурас и Ямайка.
Обитава крайбрежията на морета и рифове. Среща се на дълбочина от 18 до 187 m, при температура на водата от 14,7 до 25,7 °C и соленост 35,9 – 36,7 ‰.

## Описание
На дължина достигат до 30 cm.